# محوطه میرک باقر چشمه جانقلی
محوطه میرک باقر چشمه جانقلی مربوط به سده‌های اولیه دوران‌های تاریخی پس از اسلام است و در شهرستان بیجار، بخش مرکزی، روستای چشمه جانقلی واقع شده و این اثر در تاریخ ۲۴ فروردین ۱۳۸۲ با شمارهٔ ثبت ۸۰۴۵ به‌عنوان یکی از آثار ملی ایران به ثبت رسیده است.